# Heinrich Rudolf Wullschlägel
Heinrich Rudolf Wilhelm Wullschlägel, auch Wullschlaegel, (* 1. Februar 1805 in Sarepta; † 29. März 1864 in Berthelsdorf) war ein deutsch-russischer Geistlicher der Herrnhuter Brüdergemeine. Er war als Missionar und Pflanzensammler in Mittel- und Südamerika tätig, später als Bischof in Berthelsdorf.
Der deutschstämmige Wullschlägel wurde 1805 in Sarepta, nahe Zarizyn (heute Wolgograd), geboren. Er erhielt seine Ausbildung in Niesky und besuchte das theologische Seminar im schlesischen Gnadenfeld (Pawłowiczki). Danach arbeitete er von 1826 bis 1834 als Lehrer in Niesky, Ebersdorf und Herrnhut. In den Jahren 1834 bis 1843 war er in der Verwaltung der Brüdergemeine in Neudietendorf tätig.
Ab 1844 begann er seine Missionsreise in die Karibik, nach Süd- und Mittelamerika. Er war auf Antigua, Jamaika und von 1849 bis 1855 in Paramaribo (Surinam) aktiv. 1855 reiste er nach Bluefields an der Miskitoküste und später im selben Jahr zurück nach Berthelsdorf. Dort war er in leitender Funktion der Brüdergemeine tätig und wurde 1857 zum Bischof ernannt. Am 29. März 1864 starb Wullschlägel in Berthelsdorf.
Während seiner Zeit in Amerika sammelte Wullschlägel zahlreiche Pflanzen, allein von Antigua und Jamaika etwa 1400 Herbarexemplare. Zu Ehren Wullschlägels benannte Heinrich Gustav Reichenbach die Orchideen-Gattung Wullschlaegelia.